# Национальный научный фонд Грузии имени Шота Руставели
Национальный научный фонд Грузии имени Шота Руставели (груз. შოთა რუსთაველის საქართველოს ეროვნული სამეცნიერო ფონდი) — государственная организация Грузии, созданная в 2010 году для финансирования научных исследований.
Выделяет на основании конкурса гранты на долгосрочные научные исследования, гранты (стипендии) молодым ученым, гранты на научные командировки.
Бюджет фонда в 2024 году составлял 35 млн. лари.